# Bielin (przystanek kolejowy)
Bielin – przystanek osobowy w Bielinie w Polsce, w województwie zachodniopomorskim, w powiecie gryfińskim, w gminie Moryń.

## Ruch pasażerski
| Rok  | Wymiana pasażerska na dobę |
| ---- | -------------------------- |
| 2017 | 50-99                      |
| 2022 | 50-99                      |